# Alopecosa sulzeri
Alopecosa sulzeri là một loài nhện trong họ Lycosidae.
Loài này thuộc chi Alopecosa. Alopecosa sulzeri được Pavesi miêu tả năm 1873.